# Ansamblu muzical

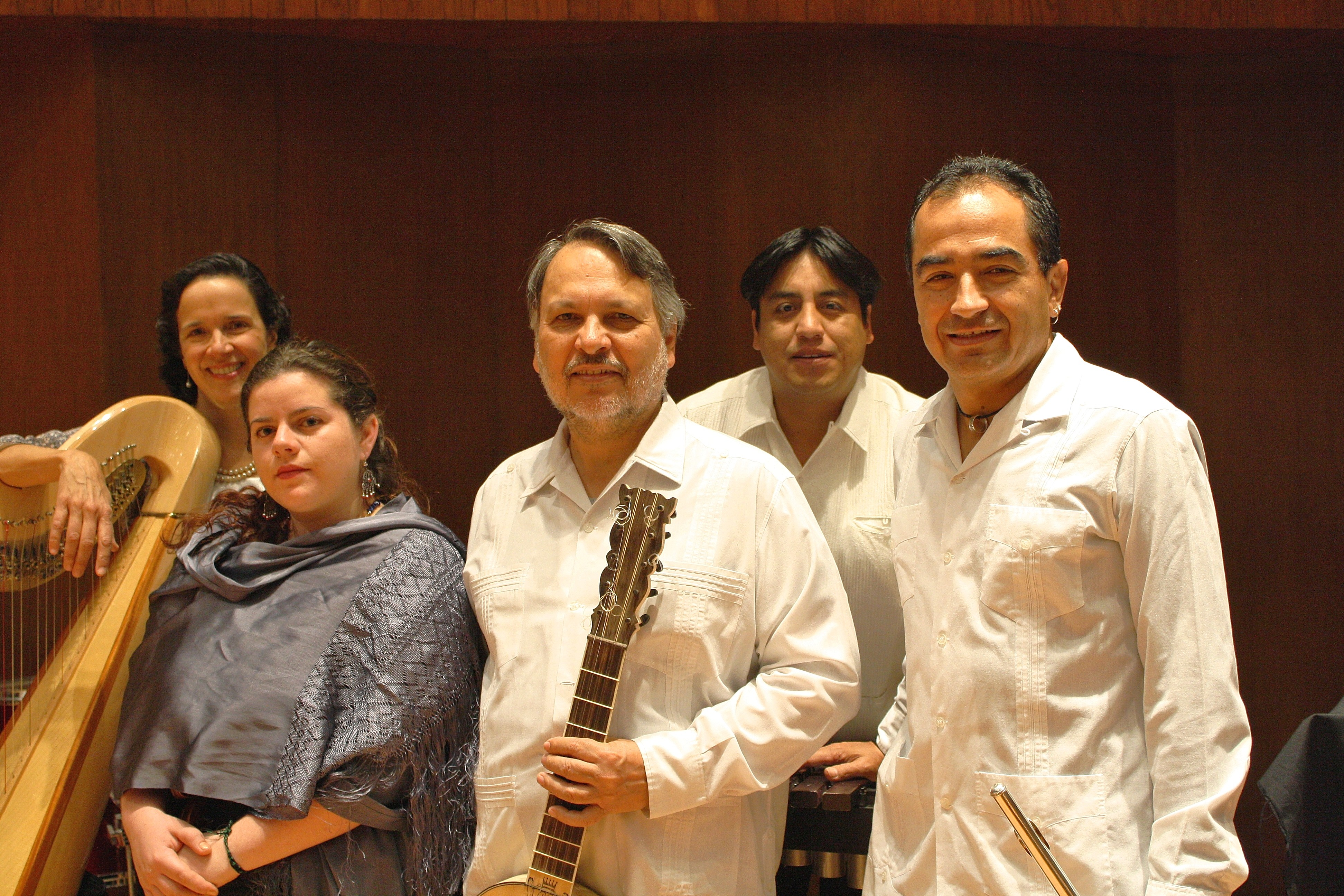
Ansamblul Tierra Mestiza

Ansamblu muzical este un grup care poate fi un ansamblu vocal sau un ansamblu instrumental, acestea putând fi separate sau combinate între ele.
Una din trăsăturile caracteristice ale unui ansamblu este faptul că fiecare membru al grupei (grupului) trebuie să activeze cu răspundere și trebuie să dea dovadă de  competență profesională, lucru care este în mod deosebit mai pregnant la soliști și dirijori.
Astfel de ansambluri sunt:
1. Formație (muzică) sau trupă muzicală
2. Cor
3. Ansamblu de muzică de cameră
4. Orchestră
5. Ansamblu vocal
6. Mai pot fi ansambluri de instrumente de suflat, instrumente cu coarde etc.

Un ansamblu, după numărul de persoane ce-l alcătuiesc, poate fi:
- Duet/duo,
- Terțet/trio
- Cvartet
- etc.

Într-un cvartet vocal, după timbrul vocii, cântăreții pot fi: sopran, alt, tenor, bas.